# 連担建築物設計制度
連担建築物設計制度（れんたんけんちくぶつせっけいせいど）とは、複数敷地により構成される一団の土地の区域内において、既存建築物の存在を前提とした合理的な設計により、建築する場合において、各建築物の位置及び構造が安全上、防火上、衛生上支障ないと特定行政庁が認めるものについては、複数建築物が同一敷地内にあるものとみなして、建築規制を適用する建築基準法第86条第2項で定められた制度。
これによって、単独敷地では個別にかかる規制によって使用できなかった容積活用や空地の整備等が行われる。